# 制裁学園
『制裁学園』（せいさいがくえん）は、栗原正尚による日本の漫画。『グランドジャンプむちゃ』（集英社）にて、2020年3月号から連載されている。『グランドジャンプめちゃ』（同）でも2020年4月号より横断連載を開始。床加野小学校（どこかのしょうがっこう）を舞台に展開される、とある秘密機関からの機密指令で問題のある教師やPTA関係者に制裁を下す「非公式制裁人」の紙宮航一を主人公とした物語である。
なお、栗原の主作品である『怨み屋本舗WORST』にも主人公は登場しており、怨み屋と協力して標的を追い詰めている。

## 登場人物
紙宮 航一（かみみや こういち）
本作の主人公。床加野小学校の非正規教員。29歳。7年連続で教員採用試験に落ちている常勤の非正規教員で、普段はドン臭く、つかみどころのない飄々とした性格を装っているが、実際には小中学校の教職免許を持ち、運動神経や格闘能力も抜群で、電子関係にも長けている非公式制裁人としての裏の顔を持っている。自分の両親の仇である教師に復讐を果たすことを最終目標としている。教師としても指導力も高い。怨み屋本舗WORST「地獄の学校」では床加野東中学校に6週間で産休補助の非常勤教師として登場。怨み屋と手を組んだが、怨み屋の正体を薄々察して最終的には手を引いた。
良竹 亜須香（よしたけ あすか）
23歳。床加野小学校の新人教師。本作のメインヒロイン。河東寺位に美人でそれに嫉妬した彼女を中心に新人教師ゆえイジメ教師4人組からイジメられていたが、紙宮の非公式制裁人としての顔を知り、それに協力していくようになる。某区空手大会中学の部で第3位に入る腕の持ち主。空手3段の黒帯。
志布 ほのか（しふ ほのか）
制裁人連絡係で表向きはカウンセラー。紙宮に対して直接指令を出したり、連絡、情報を提供したりしている。怨み屋本舗WORST「地獄の学校」にも登場している。連絡係だが格闘能力はそこそこある模様。
岩鉄戸 利史（がんてつと としふみ）
床加野小学校校長。教員委員会の最大派閥に属している。河東寺・七郷・宅田・筋道ら4人のイジメ教師のボス的な存在で、河東寺とたびたび不正を働いて最終的に紙宮と良竹により粛清されて逮捕された。
河東寺 埜弥（こうとうじ やや）
40歳。学年主任。愛称は姫。イジメ教師4人のリーダー格で、20代後半に見られる程若々しい美貌の持ち主。傲慢で性欲と支配欲が強く、イジメグループと性行為をしている。他の3人が退職に追い込まれた後、紙宮と良竹の正体を探ろうとしたが、校長との不正が表面化して最終的に逮捕された。
七郷 悟平（ななさと ごへい）
35歳。愛称はサワヤカでイケメンのいじめグループ内では唯一の独身。イジメ教師の1人。
宅田 公磨留（たくだ きみまる）
30歳。愛称はインテリ。妻子持ちでイジメ教師の1人。4人の中で最初に紙宮によって粛清された。
筋道 徳栄（すじみち とくえい）
28歳。愛称はマッスル。既婚のイジメ教師の1人。強そうに見えるが、実際には大学時代に柔道の全国大会に万年初戦敗退する程度の腕前。主人公から「本当にカス」と評された。
里重 克宗（さとしげ かつむね）
26歳。6年2組担任。筋道と同じ体育大学の出身で、先輩後輩の関係で筋道からパシリとして使われていた。筋道退職後は自ら率先して同僚教師をイジメるようになった。

## 作風
ライターの伊藤和弘によると、本作は小学校を舞台に教師が「立場の弱い同僚をイジメる悪質な教師やPTAに制裁を加えていく」という「ありそうでなかった設定」の作品である。伊藤は2019年に神戸市の公立小学校で発生した「激辛カレー事件」が本作の構想のきっかけだろうと話しており、決めゼリフの「昭和のノスタルジー」感がよいと評している。「制裁はかなり黒くて陰険」であるが、標的の教師が「一切同情の余地のないクズ」であるため、「モヤモヤが残らず、素直に勧善懲悪のカタルシスを味わえる」よう描かれている。

## 書誌情報
- 栗原正尚『制裁学園』集英社〈ヤングジャンプコミックス〉、既刊7巻（2025年1月17日現在）
  1. 2020年8月19日発売[11][12]、ISBN 978-4-08-891640-8
  2. 2021年2月19日発売[13]、ISBN 978-4-08-891788-7
  3. 2021年8月18日発売[14]、ISBN 978-4-08-892063-4
  4. 2022年7月19日発売[15]、ISBN 978-4-08-892346-8
  5. 2023年4月18日発売[16]、ISBN 978-4-08-892672-8
  6. 2024年2月19日発売[17]、ISBN 978-4-08-893127-2
  7. 2025年1月17日発売[18]、ISBN 978-4-08-893494-5